# Операнд
Операнд је аргумент оператора.
Оператори, као специјални случајеви функција, имају своје аргументе и ти аргументи се називају његовим операндима. Изузетак су нуларни оператори, који немају операнде.

## Примјери
Имајући у виду операцију сабирања (нпр. цијелих бројева), бинарни оператор {\displaystyle +} има два операнда; нпр. у изразу {\displaystyle a+b}, {\displaystyle a} и {\displaystyle b} су операнди оператора {\displaystyle +}.
Унарни логички оператор негације у математичкој логици има увијек само један операнд, и то је исказ који се негира; нпр. при негацији {\displaystyle \lnot p}, {\displaystyle p} је операнд оператора {\displaystyle \lnot }.

## Поријекло ријечи
Ријеч „операнд“, као и ријеч „операција“, има коријен у латинској ријечи „opus, operis, n.“, што значи „рад“, односно у одговарајућем глаголу „operare“. „Онај који ради“ би на латинском гласило „оператор“, а пасивни облик глагола, који се у латинском језику гради додавањем суфикса „нд“ на основу презента, би гласио „операнд“ и значио „рађен“, „обрађен“ исл.